# Bernadette Peters
Bernadette Peters, nome d'arte di Bernadette Lazzara (New York, 28 febbraio 1948), è un'attrice, cantante e scrittrice statunitense, attiva in cinema, tv e teatro, nota interprete di musical a Broadway.
È una delle più apprezzate interpreti di musical a Broadway, per cui ha vinto tre Tony Award (di cui uno per meriti umanitari) e tre Drama Desk Award.
All'attività teatrale, Bernadette Peters ha affiancato anche una carriera da scrittrice di libri per bambini (Broadway Barks, Stella is a star e Stella and Charlie Friends Forever), una carriera televisiva (per cui è stata candidata tre volte ai Premi Emmy) e frequenti apparizioni cinematografiche, vincendo anche il Golden Globe per la migliore attrice in un film commedia o musicale nel 1981 per Spiccioli dal cielo. Ha pubblicato sei album (tre dei quali candidati al Grammy Award) e si è esibita in concerto su numerosi palchi prestigiosi, tra cui l'Hollywood Bowl, la Carnegie Hall, la Sydney Opera House, la Royal Festival Hall di Londra (1998 e 2016), Radio City Music Hall e il Lincoln Center.

## Biografia
Bernadette Lazzara è nata in una famiglia italoamericana di origini siciliane nel quartiere di Ozone Park (New York), ultima dei tre figli di Peter Lazzara e Marguerite Maltese. Incoraggiata dalla madre ad entrare nel mondo dello spettacolo sin da bambina, a tre anni e mezzo debutta in televisione con il programma Juvenile Jury, a cui seguono Name That Tune e diverse puntate di The Horn and Hardart Children's Hour quando aveva cinque anni. Nel gennaio 1958 ottiene l'Actor Equity Card e cambia il nome in Bernadette Peters (dal nome di battesimo del padre) per evitare di essere scelta solo per ruoli da italoamericana. Nello stesso mese esordisce a teatro con la commedia This is Goggle, con la regia di Otto Preminger, ma la commedia si rivela un flop e le rappresentazioni vengono sospese prima dell'esordio a Broadway. Nei mesi successivi recita con Jessica Tandy, Margaret Hamilton e Richard Thomas per la NBC, mentre studiava alla Quintano's School for Young Professionals. Nel 1959 esordisce a Broadway nel revival del musical The Most Happy Fella, in cui interpreta la giovanissima Tessie.
A 13 anni recita per la prima volta in Gypsy: A Musical Fable, nel secondo tour statunitense del musical, in cui interpreta Thelma. L'anno successivo, recita nuovamente in Gypsy, questa volta nel ruolo principale di Dainty June. Nel 1964 recita in Tutti insieme appassionatamente in Pennsylvania, uno stato in cui torna del 1966 per Riverwing. Sempre nel 1966 appare nella produzione dell'Off Broadway di The Penny Friend, a cui segua Curley McDimple nel 1967. Nel 1967 ritorna a Broadway come sostituta in The Girl in the Freudian Slip e nella commedia Johnny No-Trump. Nel 1968 ottiene il suo primo ruolo di alto profilo a Broadway, quando interpreta la sorella di George M. Cohan (interpretato dal premio Oscar Joel Grey) nel musical George M!. Per la sua performance vince il Theatre World Award. L'anno successivo riconferma il successo con la sua interpretazione nel ruolo di Ruby nella commedia musicale Dames at Sea nell'Off Broadway, per cui vince il Drama Desk Award.

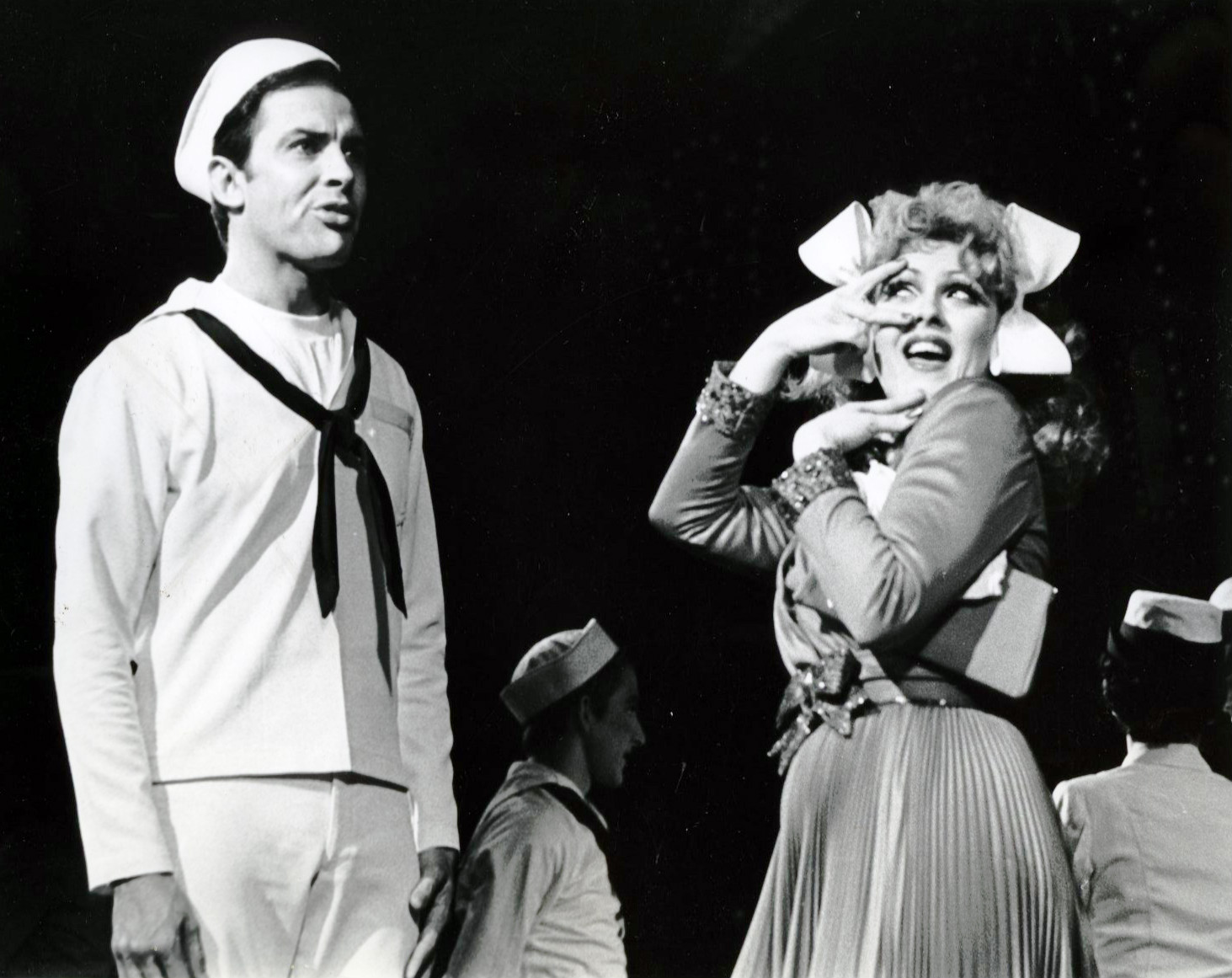
Bernadette Peters in On the Town a Broadway (1971)

Nel 1969 è la volta di un flop quando interpreta Gelsomina in un fallimentare adattamento musicale di La strada a cura di Lionel Bart. Nel 1971 ottiene un nuovo successo con il revival del musical On the Town di Leonard Bernstein a Broadway, per cui ottiene la sia prima candidatura al Tony Award come miglior attrice non protagonista in un musical. Nel 1972 recita ne Il Tartuffo a Filadelfia. Nel 1974 è la volta di un altro flop, il musical di Jerry Herman Mack and Mabel, con Robert Preston; nonostante lo scarso successo dello show, Peter viene candidata al Tony Award alla miglior attrice protagonista in un musical per la sua interpretazione nel ruolo dell'attrice Mabel Normand. Dopo il flop di Mack and Mabel si trasferisce a Los Angeles per intraprendere una carriera sul grande schermo. Ha recitato in oltre trenta film, ma la sua fama cinematografica è legata soprattutto al sodalizio con Steve Martin, che scrisse per lei un ruolo ne Lo straccione (1979). Nel 1981 recita in un altro film con Martin, Spiccioli dal cielo, per cui vince il Golden Globe per la migliore attrice in un film commedia o musicale.
Dopo otto anni di assenza dalla scene newyorchesi, torna a recitare nell'Off Broadway in alcune opere di prosa a partire dal 1982; tra di esse anche la commedia drammatica Sally and Marsha, per cui ottiene una candidatura al Drama Desk Award. Il 1984 segna l'inizio dell'importante sodalizio con il compositore Stephen Sondheim. Viene infatti scelta per interpretare il duplice ruolo di Dot e Marie nella produzione originale del musical di Sondheim e James Lapine Sunday in the Park with George, premiato con il Premio Pulitzer per la drammaturgia; per la sua interpretazione, Peters viene nuovamente candidata al Drama Desk Award e al Tony Award alla miglior attrice protagonista in un musical. Vincerà il suo primo Tony Award l'anno successivo grazie alla sua interpretazione come Emma nel musical di Andrew Lloyd Webber Song and Dance. Nel 1987 recita in un altro musical della coppia Sondheim-Lapine, Into the Woods, e per la sua interpretazione nel ruolo della Strega viene candidata al Drama Desk Award alla migliore attrice protagonista in un musical. Nel 1993 è nuovamente candidata al Tony Award alla miglior attrice protagonista in un musical per The Goodbye Girl di Neil Simon e Marvin Hamlisch. Nel 1995 recita in un altro musical di Sondheim, Anyone Can Whistle, in scena in versione concertistica alla Carnegie Hall con Angela Lansbury e Madeline Kahn. Il 1999 torna a Broadway con il classico Annie Get Your Gun, vincendo il suo secondo Tony Award alla miglior attrice protagonista in un musical per la sua interpretazione nel ruolo di Annie Oakley.
Nel 2003, Sam Mendes la dirige in un nuovo allestimento di Gypsy a Broadway, che le vale la sua settima candidatura al Tony Award. Nel 2010 torna a Broadway dopo sei anni di assenza per rimpiazzare Catherine Zeta-Jones nel revival del musical di Sondheim A Little Night Music accanto ad Elaine Stritch. Il 2011 la vede protagonista in un altro musical di Sondheim, Follies, in scena a Washington e poi a Broadway; ottiene critiche contrastanti per il ruolo di Sally Durant Plummer, ma anche la sua nona candidatura al Drama Desk Award. Nel 2012 riceve uno speciale Tony Award, il suo terzo, per le sue attività filantropiche. Nel gennaio 2018 torna a recitare a Broadway dopo quasi sei anni quando sostituisce Bette Midler nel revival di Hello, Dolly! in scena allo Shubert Theatre. Nel 2023 esordisce nel West End londinese con la rivista Stephen Sondheim's Old Friends, con cui torna anche a Broadway nel 2025.

## Vita privata
Cugina dell'attrice Connie Stevens, ha sposato il 20 luglio 1996 il consulente d'investigazione Michael Wittenberg, che morì il 26 settembre 2005 in un incidente in elicottero avvenuto in Podgorica, in Montenegro, dove si era recato per un viaggio d'affari. Non ha avuto figli.

## Filmografia

### Cinema
- Roger il re dei cieli (Ace Eli and Rodger of the Skies), regia di John Erman (1973)
- Quella sporca ultima meta (The Longest Yard), regia di Robert Aldrich (1974)
- W.C. Fields and Me, regia di Arthur Hiller (1976)
- L'ultima follia di Mel Brooks (Silent Movie), regia di Mel Brooks (1976)
- Squadra d'assalto antirapina (Vigilante Force), regia di George Armitage (1976)
- Lo straccione (The Jerk), regia di Carl Reiner (1979)
- Tulips, regia di Rex Bromfield, Mark Warren e Al Waxman (1981)
- Spiccioli dal cielo (Pennies from Heaven), regia di Herbert Ross (1981)
- Heartbeeps, regia di Allan Arkush (1981)
- Annie, regia di John Huston (1982)
- Schiavi di New York (Slaves of New York), regia di James Ivory (1989)
- Pink Cadillac, regia di Buddy Van Horn (1989)
- Alice, regia di Woody Allen (1990)
- Chopin amore mio (Impromptu), regia di James Lapine (1991)
- Snow Days , regia di Adam Marcus (1999)
- Vizio di famiglia (It Runs in the Family), regia di Fred Schepisi (2003)
- Come le formiche, regia di Ilaria Borrelli (2007)
- Coming Up Roses, regia di Lisa Albright (2011)
- La galleria dei cuori infranti (The Broken Hearts Gallery), regia di Natalie Krinsky (2020)
- Tick, Tick... Boom!, regia di Lin-Manuel Miranda (2021)

### Televisione
- The Christmas Tree, regia di Kirk Browning – film TV (1958)
- George M!, regia di Martin Charnin e Walter C. Miller – film TV (1970)
- Great Performances – serie TV, 1 episodio (1971)
- Once Upon a Mattress, regia di Ron Field e Dave Powers – film TV (1972)
- Love, American Style – serie TV, 1 episodio (1973)
- Break Up, regia di Jerry Paris – film TV (1973)
- Maude – serie TV, 1 episodio (1975)
- Arcibaldo (All in the Family) – serie TV, 1 episodio (1975)
- McCoy – serie TV, 1 episodio (1976)
- Uno sceriffo a New York (McCloud) – serie TV, 1 episodio (1976)
- All's Fair – serie TV, 24 episodi (1976-1977)
- The Bob Hope Show – serie TV, 1 episodio (1977)
- The Islander, regia di Paul Krasny – film TV (1978)
- Cronache marziane (The Martian Chronicles), regia di Michael Anderson – miniserie TV (1980)
- Nel regno delle fiabe (Shelley Duvall's Faerie Tale Theatre) – serie TV, episodio 2x03 (1983)
- David, regia di John Erman – film TV (1988)
- Il finanziere di Dio (Fall from Grace), regia di Karen Arthur – film TV (1990)
- L'ultimo Natale (The Last Best Year), regia di John Erman – film TV (1990)
- Carol & Company – serie TV, 1 episodio (1990)
- American Playhouse – serie TV, 2 episodi (1986-1991)
- The Last Mile, regia di Paul Bogart – corto TV (1992)
- The Larry Sanders Show – serie TV, 1 episodio (1994)
- Cenerentola (Rodgers and Hammerstein's Cinderella), regia di Robert Iscove – film TV (1997)
- L'Odissea (The Odyssey), regia di Andrej Končalovskij – miniserie TV (1997)
- What the Deaf Man Heard, regia di John Kent Harrison – film TV (1997)
- Holiday in Your Heart, regia di Michael Switzer – film TV (1997)
- The Closer – serie TV, 1 episodio (1998)
- Frasier – serie TV, 1 episodio (2001)
- Ally McBeal – serie TV, 2 episodi (2001)
- Il principe ranocchio (Prince Charming), regia di Allan Arkush – film TV (2001)
- Bobbie's Girl, regia di Jeremy Kagan – film TV (2002)
- Adopted, regia di Ted Wass – film TV (2005)
- Will & Grace – serie TV, episodio 8x22 (2006)
- Law & Order - Unità vittime speciali (Law & Order: Special Victims Unit ) – serie TV, 1 episodio (2006)
- Boston Legal – serie TV, 1 episodio (2007)
- Grey's Anatomy – serie TV, episodi 5x01-5x02 (2008)
- Living Proof - La ricerca di una vita (Living Proof), regia di Dan Ireland – film TV (2008)
- Ugly Betty – serie TV, 5 episodi (2009)
- Smash – serie TV, 6 episodi (2012-2013)
- Girlfriends' Guide to Divorce – serie TV, 1 episodio (2014)
- The Good Fight – serie TV, 8 episodi (2017)
- Mozart in the Jungle – serie TV, 35 episodi (2014-2018)

### Doppiaggio
- Animaniacs – serie TV, 15 episodi (1993-1996)
- La bella e la bestia - Un magico Natale (Beauty and the Beast: The Enchanted Christmas), regia di Andrew Knight (1997)
- Anastasia, regia di Don Bluth (1997)
- Un cane di classe (Teacher's Pet) – serie TV, 1 episodio (2000)
- Alla ricerca della Valle Incantata 10 - La grande migrazione (The Land Before Time X: The Great Longneck Migration), regia di Charles Grosvenor (2003)
- Il magico mondo di Oz (Legends of Oz: Dorothy's Return), regia di Dan St. Pierre e Will Finn (2014)

## Teatro
- This is Goggle, Sam S. Shubert Theatre (Washington), 1957
- The Most Happy Fella, City Center (Broadway), 1959
- Gypsy: A Musical Fable, tour statunitense, 1961
- Gypsy: A Musical Fable, Pittsburgh Civic Arena (Pittsburgh), 1962
- The Penny Friend, Stage 73 (Off Broadway), 1966
- Dames at Sea, Caffe Cino (Off Off Broadway), 1966
- The Girl in the Freudian Ship, Booth Theatre (Broadway), 1967
- Johnny No-Trump, Cort Theatre (Broadway), 1967
- Curley McDimple, Bert Wheeler Theatre (Off Broadway), 1967
- George M!, Palace Theatre (Broadway), 1968
- A Mother's Kiss, Mechanic Theatre (Off Broadway), 1968
- Dames at Sea, Bouwerie Lane Theatre (Off Broadway), 1968
- Dames at Sea, Lucille Lortel Theatre (Off Broadway), 1968
- La Strada, Lunt-Fontanne Theatre (Broadway), 1969
- W.C., Westbury Music Fair (Westbury), 1971
- Nevertheless, They Laugh, Lamb's Theatre (Off Off Broadway), 1971
- On the Town, Imperial Theatre (Broadway), 1971
- Il Tartufo, Walnut Street Theatre (Filadelfia), 1972
- Dames at Sea, Paper Mill Playhouse (New Jersey), 1973
- Mack and Mabel, Los Angeles Civic Opera (Los Angeles), 1974
- Mack and Mabel, Majestic Theatre (Broadway), 1974
- Sally and Marsha, Stage 73 (Off Broadway), 1982
- Sunday in the Park with George, Playwrights Horizons (Off Broadway), 1983
- Sunday in the Park with George, Booth Theatre (Broadway), 1984
- Song and Dance, Shubert Theatre (Broadway), 1985
- Into the Woods, Martin Beck Theatre (Broadway), 1987
- The Goodbye Girl, Marquis Theatre (Broadway), 1993
- Anyone Can Whistle, Carnegie Hall (New York), 1995
- Annie Get Your Gun, Marquis Theatre (Broadway), 1999
- Gypsy, Shubert Theatre (Broadway), 2003
- A Little Night Music, Walter Kerr Theatre (Broadway), 2010
- Follies, Kennedy Center (Washington), 2011
- Follies, Marquis Theatre (Broadway), 2011
- A Bed and a Chair, City Center (New York), 2013
- Hello, Dolly!, Shubert Theatre (Brodway), 2018
- Stephen Sondheim's Old Friends, Gielgud Theatre (Londra), 2023

## Libri
- Broadway Barks, Blue Apple Books (ISBN 1934706000)
- Stella is a Star, Blue Apple Books (ISBN 1609050088)
- Stella and Charlie, Friends Forever, Blue Apple Books (ISBN 1609055357)

## Discografia

### Album in studio
- 1980 - Bernadette Peters
- 1981 - Now Playing
- 1996 - I'll Be Your Baby Tonight
- 2002 - Bernadette Peters Loves Rodgers and Hammerstein

### Album dal vivo
- 1997 - Sondheim, Etc. – Bernadette Peters Live At Carnegie Hall
- 2005 - Sondheim Etc., Etc. Live At Carnegie Hall: The Rest of It

### Cast recording
- 1968 - George M!
- 1969 - Dames At Sea
- 1974 - Mack and Mabel
- 1985 - Sunday in the Park with George
- 1985 - Song and Dance
- 1988 - Into the Woods
- 1993 - The Goodbye Girl
- 1995 -  Anyone Can Whistle Live At Carnegie Hall
- 2000 - Annie Get Your Gun The New Broadway Cast Recording
- 2004 - Gypsy The New Broadway Cast Recording
- 2004 - Sherry!
- 2012 - Follies

## Riconoscimenti
- Golden Globe
  - 1976 – Candidatura alla miglior attrice in una serie commedia o musicale per All's Fair
  - 1977 – Candidatura alla migliore attrice non protagonista per L'ultima follia di Mel Brooks
  - 1981 – Migliore attrice in un film commedia o musicale per Spiccioli dal cielo
- Grammy Award
  - 1997 – Candidatura al miglior album vocale pop tradizionale per I'll Be Your Baby Tonight
  - 1998 – Candidatura al miglior album vocale pop tradizionale per Sondheim Etc.- Bernadette Peters Live at Carnegie Hall
  - 2003 – Candidatura al miglior album vocale pop tradizionale per Bernadette Peters Loves Rodgers and Hammerstein
- Emmy Award
  - 1978 – Candidatura Outstanding Continuing or Single Performance by a Supporting Actress in a Variety or Music Program per Muppet Show
  - 2001 – Candidatura Outstanding Guest Actress in a Comedy Series per Ally McBeal
  - 2021 – Candidatura Guest Actress in a Comedy per Lo straordinario mondo di Zoey
- Tony Award
  - 1971 – Candidatura alla migliore attrice non protagonista in un musical per On the Town
  - 1974 – Candidatura alla migliore attrice protagonista in un musical per Mack and Mabel
  - 1984 – Candidatura alla migliore attrice protagonista in un musical per Sunday in the Park with George
  - 1985 – Migliore attrice protagonista in un musical per Song and Dance
  - 1993 – Candidatura alla migliore attrice protagonista in un musical per The Goodbye Girl
  - 1998 – Migliore attrice protagonista in un musical per Annie Get Your Gun
  - 2003 – Candidatura alla migliore attrice protagonista in un musical per Gypsy
  - 2012 – Premio Umanitario
- Drama Desk Award
  - 1969 – Miglior performance per Dames at Sea
  - 1975 – Candidatura alla migliore attrice protagonista in un musical per Mack and Mabel
  - 1982 – Candidatura alla migliore attrice protagonista in una commedia per Sally and Marsha
  - 1984 – Candidatura alla migliore attrice protagonista in un musical per Sunday in the Park with George
  - 1986 – Migliore attrice protagonista in un musical per Song and Dance
  - 1988 – Candidatura alla migliore attrice protagonista in un musical per Into the Woods
  - 1999 – Migliore attrice protagonista in un musical per Annie Get Your Gun
  - 2003 – Candidatura alla migliore attrice protagonista in un musical per Gypsy
  - 2012 – Candidatura alla migliore attrice protagonista in un musical per Follies
- Outer Critics Circle Award
  - 1992 – Miglior attrice in un musical per The Goodbye Girl
  - 1999 – Miglior attrice in un musical per Annie Get Your Gun
- Theatre World Award
  - 1968 – Miglior debutto per George M!
  - 2016 – Premio alla carriera
- Drama League Award
  - 2013 – Premio alla carriera

## Doppiatrici italiane
Nelle versioni in italiano delle opere in cui ha recitato, Bernadette Peters è stata doppiata da:
- Simona Izzo ne Lo straccione, Pink Cadillac
- Stefanella Marrama in Annie
- Franca D'Amato in Vizio di famiglia
- Fabrizia Castagnoli in All's Fair
- Vittoria Febbi in Cenerentola
- Adele Pellegatta in Ally McBeal
- Micaela Esdra ne Il principe ranocchio
- Monica Ward in Will & Grace
- Francesca Guadagno in Boston Legal
- Rossella Izzo in Grey's Anatomy
- Valeria Falcinelli in Mozart in the Jungle
- Anna Rita Pasanisi in The Good Fight

Come doppiatrice è sostituita da:
- Ilaria Latini in La bella e la bestia - Un magico Natale (parte parlata)
- Renata Fusco in La bella e la bestia - Un magico Natale (parte cantata)
- Silvia Pepitoni in Anastasia
- Donatella Fanfani in Alla ricerca della Valle Incantata 10 - La grande migrazione
- Simona Patitucci in Animaniacs
- Roberta Gasparetti ne Il magico mondo di Oz